# FK Radnički Niš
O Fudbalski Klub Radnički Niš (sérvio:Фудбалски клуб Раднички Ниш) é um clube de futebol da cidade de Niš, na Sérvia. Foi fundado em 1923 e suas cores são vermelho e branco.
Disputa suas partidas no Čair Stadium, em Niš, que tem capacidade para 20.000 espectadores.
Sua torcida, conhecida como Meraklije, é uma das principais do país, e acompanhou o time em diversas cidades mesmo quando a equipe caiu para as divisões inferiores. Seu lema, escrito em todos os seus artigos, é: Nemoj da budeš stranac u svom gradu, oboji grad bojama svog kluba. Budi i ti Meraklija, que, traduzindo para o português, pode ser lido como: "Não seja um estranho em nossa cidade, vista as cores do nosso clube. Seja um Meraklija".
A equipe compete atualmente na segunda divisão do Campeonato Sérvio, e no âmbito europeu jogou em 3 ocasiões a Copa da UEFA e, na temporada 1981/82, atingiu seu auge ao chegar na semi-final do torneio, após eliminar em fases anteriores grandes clubes como Napoli, Grashopper, Feyenoord e Dundee United. Foi eliminado pelo Hamburgo, perdendo por 3 a 2 na Alemanha e empatando por 0 a 0 em casa.
Os principais jogadores revelados pelo clube são Dragan Stojković, ex-capitão da Seleção Iugoslava de Futebol, e Dejan Petković, que fez sucesso por diversos grandes clubes do futebol brasileiro.

## Títulos
O clube não possui nenhum título de relevância.